# 横市镇 (宁乡市)
横市镇是中国湖南省宁乡市下辖镇，位于宁乡市中北部。地缘上，横市镇北部与桃江县灰山港镇接壤，东部与喻家坳乡、双凫铺镇毗邻，南接老粮仓镇，西连黄材镇。辖域面积123平方公里，总人口5万人（2000年人口普查47,491人）。

## 历史
由原横市镇、云山乡和铁冲乡于1995年合并设立。

## 区划
截止2016年，下辖11个村1社区，分别为横市社区，望北峰村、金棋村、云山村、向阳村、泉柳村、合金村、利民村、铁冲村、界头村、金丰村、关圣村和仁桥村。

## 地理
沩水河流经此地。
铁冲水库是当地最大的水资源涵养地。

## 经济
烟叶和西瓜是横市镇的经济作物。
横市镇有铁矿资源。

## 交通
洛湛铁路南北方向经过横市镇。
省道S209从东方往西南穿过横市镇。
S71益娄衡高速公路穿过横市镇的西部，有横市互通。
县道X104和X211都往西方可以到黄材镇。
县道X103往北方可以到益阳市灰山港镇。
县道X091往东方可以到回龙铺镇。